# Пестрогрудая овсянка
Пестрогру́дая овся́нка (лат. Passerella iliaca) — североамериканская певчая птица из семейства Passerellidae.

## Описание
Пестрогрудая овсянка длиной 18 см — это коренастая птица. Восточная и северная популяции имеют сверху красно-бурое, а снизу белое оперение с красно-бурыми полосами. У западной популяции встречается вместо красно-бурого рисунка тёмно-коричневый или серый. Пение пестрогрудой овсянки мелодично, она поёт даже зимой из укрытия.

## Распространение
Пестрогрудая овсянка живёт в кустарнике, чащах и смешанных лесах в дальних частях Канады и США. В холодное время года вид перемещается немного ближе к югу.

## Образ жизни
Пестрогрудая овсянка держится преимущественно на земле, разыскивая в грунте или между листьями насекомых, пауков и других беспозвоночных животных. Такая растительная пища, как почки, также входит в рацион её питания.

## Размножение
Гнездо в форме чаши из веток и трав овсянка строит на земле или низко над землей в кустах. Самка одна высиживает от 2 до 5 яиц примерно 2 недели. Самец позже помогает выкармливать птенцов.

## Подвиды
- P. i. altivagans (Riley, 1911)
- P. i. annectens (Ridgway, 1900)
- P. i. canescens (Swarth, 1918)
- P. i. chilcatensis (J. D. Webster, 1983)
- P. i. fuliginosa (Ridgway, 1899)
- P. i. iliaca (Merrem, 1786)
- P. i. insularis (Ridgway, 1900)
- P. i. megarhyncha (S. F. Baird, 1858)
- P. i. olivacea (Aldrich, 1943)
- P. i. schistacea (S. F. Baird, 1858)
- P. i. swarthi (Behle & Selander, 1951)
- P. i. townsendi (Audubon, 1838)
- P. i. unalaschcensis (Gmelin, 1789)
- P. i. zaboria (Oberholser, 1946)